# عزت‌نگر
عزت‌نگر (به انگلیسی: Izzatnagar) یک منطقهٔ مسکونی در هند است که در اوتار پرادش واقع شده‌است.

## خصوصیات
عزت‌نگر   ۲۴۰ متر بالاتر از سطح دریا واقع شده‌است.